# Bunny O'Hare
Bunny O'Hare es una película de comedia estadounidense de 1971, dirigida por Gerd Oswald, escrita por Coslough Johnson y Stanley Z. Cherry.
Fue protagonizada por Bette Davis y Ernest Borgnine, ambos interpretando a criminales peligrosos de tercera edad disfrazados de hippies juveniles.

## Sinopsis
El criminal Bill Green y su acompañante Bunny O'Hare son dos criminales de la tercera edad que cada día cometen diferentes delitos. Ambos van en motocicleta y visten como hippies juveniles.

## Reparto
- Bette Davis como Bunny O'Hare
- Ernest Borgnine como Bill Green
- Jack Cassidy como Greeley
- Jay Robinson como John C. Rupert
- Joan Delaney como R. J. Hart
- John Astin como Ad
- Reva Rose como Lulu

## Recepción
Después del lanzamiento de la película, Bette Davis no quedó contenta con los resultados finales, por eso demandó a AIP por $3,3 millones de dólares en daños.

### Crítica
En su reseña en The New York Times, Vincent Canby describió la película como «una película tonta y tontamente entretenida [...] una tontería de un orden bastante aceptable, llena de persecuciones absurdas y personajes comunes que han sido concebidos e interpretados con afecto». De su estrella observó: «Miss Davis [...] ofrece una actuación que puede ser una de las más divertidas y legítimas de su carrera».